# Agnès Mateus
Agnès Mateus (Barcelona, 1967) és una performer i artista multidisciplinar. Treballa habitualment amb Juan Navarro, Roger Bernat, Rodrigo García, Simona Levi i Quim Tarrida, amb els quals continua col·laborant en diversos projectes.
Es va formar cursant paral·lelament la carrera de Periodisme i estudis de Teatre, fins que entra al món de la interpretació de la mà de Txiqui Berraondo i Manuel Lillo a Barcelona. Compagina els estudis de teatre i dansa. Però al 1996 defineix la seva trajectòria quan neix el Col·lectiu General Elèctrica. Forma part del nucli de creació de la General Elèctrica i hi treballa fins a la seva dissolució, vuit anys més tard.